# Racing Club de France (volleyboll)
Racing Club de Frances volleybollsektion var aktiv på elitnivå mellan 1941 och 2009. 
Damlaget har blivit franska mästare femton gånger (1946-1947, 1951, 1953-1956, 1965-1966, 1987-1992) och vunnit cupen fyra gånger (1988, 1990, 1992-1993). Damsektionen bildade 1992 ett partnerskap med RC Villebon 91, vilket pågick tills 1999.
Herrlaget har blivit franska mästare nio gånger (1942, 1946, 1948, 1964, 1969-1971 och 1977-1978) och har som bäst nått final i cupen, vilket de gjorde 1990. Mellan 1996 och 1998 spelade de tillsammans med PSGs herrlag under namnet PSG-Racing. Herrlaget gick 2009 med i Athlétic club de Boulogne-Billancourt, medan damlaget blev en del av Saint-Cloud Paris Stade Français.